# Biegus tundrowy
Biegus tundrowy (Calidris pusilla) – gatunek małego ptaka wędrownego z rodziny bekasowatych (Scolopacidae). Bliski zagrożenia wyginięciem.

## Systematyka
Gatunek ten po raz pierwszy zgodnie z zasadami nazewnictwa binominalnego opisał w 1766 roku Karol Linneusz w 12. edycji Systema Naturae. Autor nadał mu nazwę Tringa pusilla, a jako miejsce typowe wskazał Santo Domingo. Obecnie gatunek zaliczany jest do rodzaju Calidris. Nie wyróżnia się podgatunków.

## Występowanie
Biegus tundrowy zamieszkuje północną Kanadę oraz północną i zachodnią Alaskę, ostatnio skolonizował też północną część Półwyspu Czukockiego. Zimuje na pacyficznym wybrzeżu Ameryki od Meksyku po południowe Peru oraz wybrzeżu atlantyckim od Jukatanu i Antyli po środkową Argentynę. Sporadycznie zalatuje do Europy, w tym do Polski (na terenie kraju stwierdzony tylko 5 razy, ostatnio w 2012).

## Morfologia
WyglądSamica nieco większa od samca. Obie płci w szacie godowej mają szary wierzch ciała pokryty gęstymi, brązowymi plamami ciemniejszymi na łopatce. Pierś i boki z ciemnym kreskowaniem. Spód ciała biały. W upierzeniu spoczynkowym wierzch ciała jednolicie szarobrązowy. Przez oko ciemny pasek. Pozostała część ciała biała.
Wymiary średniedługość ciała 13–15 cm
rozpiętość skrzydeł 34–37 cm
masa ciała 20–41 g

## Ekologia i zachowanie
BiotopTundra, poza okresem lęgowym wybrzeża morskie łącznie z lasami mangrowymi.
GniazdoZagłębienie w ziemi wysłane materiałem roślinnym.
JajaW ciągu roku wyprowadza jeden lęg, składając w czerwcu lub na początku lipca 3–4 jaja.
Wysiadywanie, opieka nad pisklętamiJaja wysiadywane są przez okres 20–22 dni przez obydwoje rodziców. Samica zwykle zostawia młode pod opieką samca po 0–11 dniach od wyklucia. Sporadycznie to samiec pierwszy opuszcza rodzinę.
PożywienieDrobne bezkręgowce, np. owady i ich larwy, pająki, ślimaki i inne mięczaki, wieloszczety; także nasiona. W trakcie wiosennej migracji na północ przez wschodnie USA chętnie zjada jaja skrzypłoczy (Limulus polyphemus).

## Status i ochrona
Międzynarodowa Unia Ochrony Przyrody (IUCN) od 2012 roku uznaje biegusa tundrowego za gatunek bliski zagrożenia (NT, Near Threatened), wcześniej klasyfikowała go jako gatunek najmniejszej troski (LC, Least Concern). W 2012 roku liczebność światowej populacji szacowano na około 2,3 miliona osobników, ale później dane te znacząco zrewidowano w górę; w 2024 roku szacowano, że populacja lęgowa liczy 9–11 milionów osobników. Trend liczebności populacji uznawany jest za spadkowy.
W Polsce podlega ścisłej ochronie gatunkowej.